# RealPlayer
RealPlayer es un reproductor multimedia, creado por RealNetworks, que reproduce varios formatos multimedia, incluyendo las generaciones múltiples de los códecs de RealAudio y de RealVideo así como MP3, MPEG-4, QuickTime, etc.
La primera versión del reproductor fue lanzada en abril de 1995 como RealAudio Player, uno de los primeros reproductores de medios con capacidad de streaming (distribución multimedia a través de la red) por Internet. La versión 6 de RealPlayer fue llamada RealPlayer G2; la versión 9 fue llamada RealOne Player. Se han proporcionado las versiones 'básicas' gratuitas así como versiones 'Plus' de pago, con características adicionales como un ecualizador gráficos con más bandas. En Windows, la versión 9 incluyó las características del programa RealJukebox.
Hubo también otra versión de RealPlayer con otro nombre especial, siendo "RealPlayer SP". La sigla "SP" significa "Special Project". Fue la primera versión de RealPlayer que incluyó integración con las redes sociales y más herramientas de creación de medios DVD y CD.
La versión actual para Windows es RealPlayer 16.0.1.18. Las versiones independientes con muchas menos funciones están disponibles para Mac OS X, Linux, Unix, Palm OS y Symbian. El reproductor tiene un programa de código abierto equivalente, llamado Helix Player.
RealPlayer 10.5 para Windows también tiene funciones como grabación de CD, búfer de reproducción, buscador multimedia, radio por Internet, biblioteca de medios, un navegador integrado (basado en Internet Explorer) y la capacidad de transferir medios a varios dispositivos portátiles, incluyendo el iPod de Apple, los reproductores MP3 y los dispositivos Windows Media.

## RealJukebox
RealJukebox era una utilidad lanzado por RealNetworks que funcionaba como biblioteca musical, lanzado en mayo de 1999. Para la versión 10 de RealPlayer esta función fue integrada con la aplicación principal.

## Críticas
- RealPlayer ha sido criticado por su baja calidad de reproducción en comparación con otros reproductores; esto es debido comúnmente a material que ha sido demasiado comprimido para velocidades bajas tipo módem, ya que RealPlayer utiliza códecs propietarios avanzados y estándares de la industria. La abundancia de otras características en RealPlayer relacionadas al mercadeo, tales como la instalación de ejecutables externos, se han ganado la repulsa y sospecha de muchos usuarios.
- Las tácticas de mercadeo de RealNetwork en páginas de Internet y software también han sido consideradas sospechosas. Por ejemplo, un trabajador anónimo de RealNetworks escribió: RealNetworks ha usado durante años la estrategia de esconder intencionadamente el enlace de descarga gratuita. Incluso después de que los usuarios encontrasen el enlace, el proceso de descarga intentaría engañar al usuario para que descargase la versión de pago del programa. RealNetworks probó incluso varias versiones de su diseño para comprobar cual de ellas era la más eficiente en ello.
- Un experto en seguridad en línea analizó el tráfico que recibía RealJukebox a través del Internet. Dicho experto se llevó una sorpresa al descubrir que el reproductor mandaba información que incluía un identificador único y el tipo de música que cada usuario estaba escuchando. Real admitió esto y pronto lanzaron un parche que incluía "mejoras en cuanto a la privacidad del usuario".
- Además RealPlayer modifica la configuración de Windows de modo que se active cada vez que se arranca el sistema, consumiendo recursos del sistema innecesariamente.